# Bud Svendsen
Earl Gilbert „Bud“ Svendsen (* 7. Februar 1915 in Minneapolis, Minnesota, USA; † 6. August 1996 in Edina, Minnesota) war ein US-amerikanischer American-Football-Spieler. Er spielte Football in der National Football League (NFL) bei den Green Bay Packers und den Brooklyn Dodgers.

## Spielerlaufbahn

### Collegekarriere
Bud Svendsen besuchte in einem Vorort von Minneapolis die Highschool. Er studierte nach seinem Schulabschluss an der University of Minnesota, wo er für die Minnesota Golden Gophers Football spielte. In den Jahren 1934 und 1935 blieben die Minnesota Golden Gophers ungeschlagen und gewannen jeweils acht Spiele. Im nachfolgenden Jahr verloren die Mannschaft eines von acht Spielen. Nach allen drei Spieljahren wurde das Team aus Minnesota von der US-amerikanischen Sportpresse zum nationalen Collegemeister erklärt. Am 1. September 1937 spielte Bud Svendsen im Chicago College All-Star Game gegen die Green Bay Packers, die sich mit 6:0 den Collegespielern geschlagen geben mussten.

### Profikarriere
Im Jahr 1937 wurde Earl Svendsen von den Green Bay Packers, die von Curly Lambeau trainiert wurden, in der vierten Runde an 39 Stelle gedraftet. In der Mannschaft der Packers war bereits sein Bruder George Svendsen aktiv. Die Packers unter ihrem Head Coach Curly Lambeau waren eine Mannschaft mit zahlreichen namhaften Spielern, wie den späteren Mitgliedern der Pro Football Hall of Fame wie dem Runningback Clarke Hinkle, dem End Don Hutson oder dem Quarterback Arnie Herber.

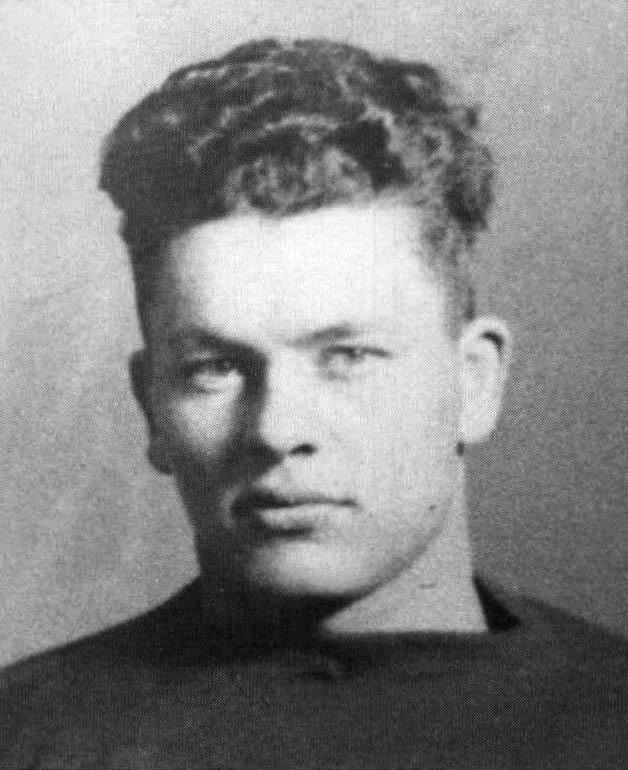
Curly Lambeau

Svendsen spielte in der Offense und der Defense der Mannschaft, wobei er überwiegend auf der Position eines Centers zum Einsatz kam. Er unterbrach nach seiner ersten Saison kurzfristig seine Laufbahn bei den Packers und wurde Head Coach an der Truman State University kehrte aber nach einem Jahr zu den Packers zurück. 1939 gewannen die Packers in der regular Season neun von elf Spielen und standen mit dieser Leistung im NFL-Endspiel gegen die von Steve Owen trainierten New York Giants, die mit 27:0 geschlagen werden konnten. Vor der Saison 1940 wurde Svendsen von den Packers an die Brooklyn Dodgers abgegeben. Nach der Spielrunde 1943 beendete er dort seine Laufbahn.

## Nach der Laufbahn
Bud Svendsen diente während des Zweiten Weltkriegs in der United States Navy. Nach Kriegsende kehrte er nach Minnesota zurück und führte dort zusammen mit seinem Bruder George den Elektrohandel seines Vaters fort. Earl Svendsen war zweimal verheiratet und hatte zwei Söhne. Er ist auf dem Fort Snelling National Cemetery in Minneapolis beerdigt.

## Ehrungen
Svendsen spielte einmal im Pro Bowl, dem Abschlussspiel der besten Spieler einer Saison. gewählt. Er ist Mitglied in der Green Bay Packers Hall of Fame.